# 은정 (음악인)
은정은 대한민국의 가수다. 2010년 싱글 [신나고라]로 데뷔했다.

## 방송
- 실버스타 코리아 (2019) - 대상

## 음반
- 신나고라 (2010)
- 당신의 삶과 인생을 담은 노래 (2017)

## 공연
- 실버스타 코리아 은정 자선 미니콘서트 (2019)